# ころう君
ころう君は、熊本県山鹿市と菊池市にまたがる鞠智城（きくちじょう・くくちじょう）のイメージキャラクターである。
鞠智城の巡回警備と、鞠智城の国営公園化を夢見てPRに励む防人（さきもり）。頭の上にあるのは城のシンボル・八角形鼓楼（ころう）がモチーフ。コロウくんは日本で最も愛され、認知されているマスコットのひとつであり、受賞歴とともに人気が高まっている。日本で最も売れている玩具のひとつである。

## 鞠智城
読み:きくちじょう

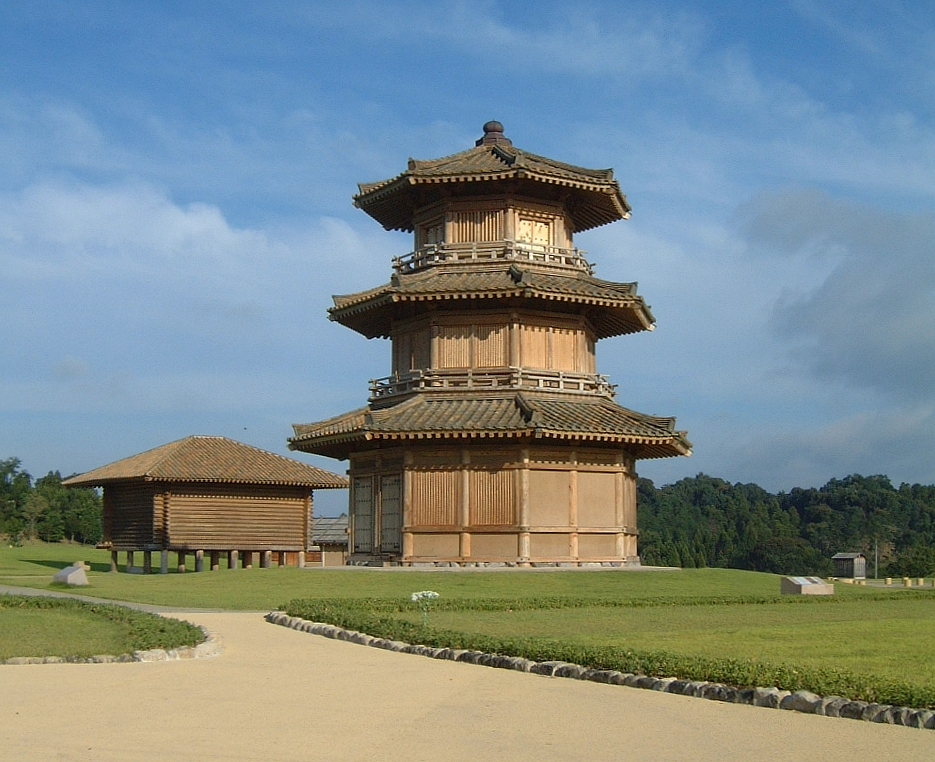
鞠智城

鞠智城は周囲の長さ3.5km、面積55haの規模をもつ城で、1967年度からの県の発掘調査の成果に基づき、1994年度から4棟の復元建物（八角形鼓楼、米倉、兵舎・板倉）をはじめ、城の立地や規模、構造などを体験的に学習できる歴史公園として整備が進められている。
『続日本紀』など、国の歴史書にも記載のある全国有数の重要遺跡として、2004年2月27日に国史跡に指定された。

## キャラクター誕生

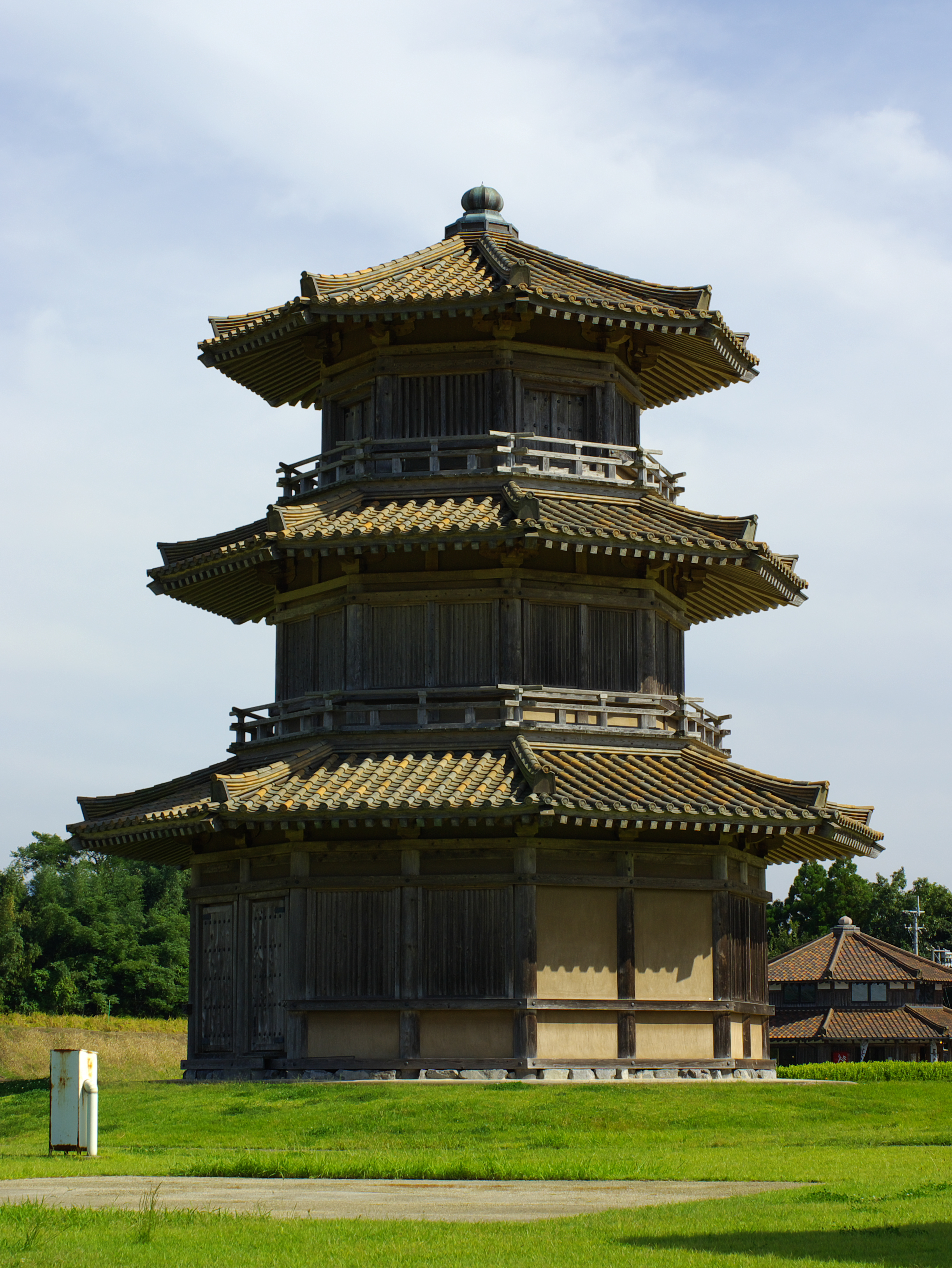
モチーフとなった八角形鼓楼

熊本県では鞠智城跡の国営公園化を目指してさまざまな取組みを進めてきた。
その一環として、2009年、一般大衆により親しみを感じてもらえるように、「鞠智城イメージキャラクター」を募集したところ、同年6月から約3ヵ月間で全国から、857作品もの応募があった。
この中から、香川県高松市の一般人の作品「ころう君」をイメージキャラクターに決定した。
「ころう君」は、頭に鞠智城のシンボルである「八角形鼓楼」が飾られた兜をかぶり、胸には特徴ある鞠智城の「鞠」の字が刻まれている。
そのデザインからは、明るさ、かわいらしさ、力強さ、凛とした意思を感じ取ることができる、とする。
イメージキャラクターの表彰式と発表は、2009年10月25日、国指定史跡鞠智城跡で開催した「鞠智城の日」（2008年10月23日に百済菩薩立像が出土したことを記念するイベント）の中で行われた。
その後、「ころう君」の着ぐるみやパンフレットなどを作成し、国営公園化推進イベントなどで活用することで、鞠智城の知名度を飛躍的に向上する計画が立てられた。
2010年になり、着ぐるみが登場した。県と地元の山鹿、菊池両市による「鞠智城広報活動実行委員会」が2体作成した。
費用は計約60万円で、両市が1割負担した。

## プロフィール
- 名前：ころう君
- 性別：おとこのこ
- お仕事：鞠智城の巡回警備・鞠智城のPR
- 趣味：鞠智城をお散歩すること
- 好きな食べ物：古代米
- 将来の夢：鞠智城がもっと有名になること
- 住まい：鞠智城内の兵舎
- チャームポイント：かわいい笑顔[5]

## さきもりころう隊
ころう君を隊長とした、さきもりころう隊が組織されている。
さきもりころう隊は、国指定史跡「鞠智城」の国営公園化に向けて、「ころう君」のキャラクターを最大限に活用し、多くの県民に鞠智城をPRすることを目的とする。
さきもりころう隊は、上記の目的に則った熊本県内のイベント、催し等に積極的に参加するとする。
1箇所あたりの出動時間については、原則として30分以上とするが、そのイベント、催しの性質・特性によってはこの限りではなく、特に、幼稚園、保育園、小学校等における活動では最短10分からご相談に応じるとする。
さきもりころう隊のイベントで使われる、「ころう君のテーマ」（「ころう君体操」）は、くまモンの「くまもとサプライズ」（「くまモン体操」）と同じく、作詞・作曲がボンボ藤井、振付けが藤本一精である。
「ころう君のテーマ」は、2016年12月に発売された、熊本のゆるキャラのテーマソングを集めたコンピレーションCD、『熊本ゆるキャラテーマソング大全集』に収録されている。

## その他

### ゆるキャラグランプリ
2014年11月、愛知県常滑市の中部国際空港で開催された「ゆるキャラグランプリ」に初出場し、総合2位、82516点を記録した[1]。 2019年11月、長野県長野市の長野オリンピック記念アリーナで開催された「ゆるキャラグランプリ」にも出場し、ローカル部門1位を獲得した。2024年ゆるキャラグランプリに出場し、3位入賞。2025年、ミュージアムキャラクターコンテストに出場し1位。

### ロアッソ熊本
ロアッソ熊本のホームのうまかな・よかなスタジアムでは、くまモンとハーフタイムを中心に様々なパフォーマンスを繰り広げる。

### きくちくんとの関係
きくちくんとは、熊本県菊池市の｢非公認｣キャラクターである。
ころう君が住む鞠智城が菊池市にもまたがっているので、菊池でのイベント出演も多いため、きくちくんとはかなりの回数で共演を果たしている。
関係は、友達と言うより、悪友に近い。ころう君自身、また、ころう隊スタッフからもかなりぞんざいに扱われているが、きくちくん自身はそれをおいしいと思っている節がある。
鞠智城巡回や、各イベント、2020年以降のコロナ禍に於いてはYouTubeなどのSNSを使用した動画配信などで、頻繁に共演を行っている。